# Aristide de Gondrecourt
Henri Aristide de Gondrecourt est un militaire et écrivain français né le 22 mars 1815 au Moule en Guadeloupe et décédé le 11 septembre 1876 à Reyniès en Tarn-et-Garonne.

## Biographie
Aristide de Gondrecourt nait le 22 mars 1815 au Moule en Guadeloupe dans une famille de "Blancs pays", il est cependant élevé en France.

### Carrière militaire
En 1832, il entre à l'École de Saint-Cyr et entame une carrière militaire, d'abord dans l'infanterie au 47e régiment d'infanterie de ligne avec lequel il part en Algérie, puis au 1er régiment de spahis algériens avec lesquels il participe à l'expédition d'Oran et se distingue en mars 1836 à Sidi Yacoub. Passé dans la cavalerie en mars 1838, il devient Chef d'escadron en 1851. En 1855, il est lieutenant-colonel au 4e régiment de chasseurs d'Afrique, puis au 1er régiment de chasseurs d'Afrique, enfin, il est colonel au 6e régiment de chasseurs à cheval en 1859. En avril 1862, il est nommé à la tête du régiment de chasseurs à cheval de la Garde impériale. En 1865, il est fait commandeur de la Légion d'honneur. Il devient général de brigade en décembre 1866 et prend alors le commandement de l'École de Saint-Cyr. Durant la guerre de 1870, il prend le commandement de la 2e brigade de la division de cavalerie commandée par Frédéric Legrand au sein du 4e corps d'armée et participe à la bataille de Borny et aux charges de la Bataille de Mars-la-Tour. Après la mort du général Legrand en août 1870, il prend le commandement de la division. Il est nommé Général de division le 22 décembre 1872.

### Carrière littéraire
En parallèle à sa carrière militaire, Aristide de Gondrecourt entame en 1844 une carrière littéraire avec la publication de Les Derniers Kerven, épisode de la guerre des Deux Roses. Les romans vont alors s'enchaîner au rythme d'un livre voir deux par an. Son œuvre totalise plus de quatre-vingt publications, elle est cependant jugée "particulièrement médiocre" et si certains titres évoquent parfois le métier de l'auteur, aucun n'évoque ces origines créoles. Ainsi, le roman Médine évoque l'Algérie.